# سيريل بايالا
سيريل بايالا (بالفرنسية: Cyrille Bayala)‏ هو لاعب كرة قدم بوركيني محترف، يلعب في مركز وسط الملعب لصالح النادي المولدوفي شريف تيراسبول ومنتخب بوركينا فاسو.

## روابط خارجية
- سيريل بايالا على موقع إي إس بي إن إف سي (الإنجليزية)
- سيريل بايالا على موقع قاعدة بيانات كرة القدم.إي يو (الإنجليزية)
- سيريل بايالا على موقع ليكيب (الفرنسية)
- سيريل بايالا على موقع ناشيونال فوتبول تيمز (الإنجليزية)
- سيريل بايالا على موقع Soccerway.com (الإنجليزية)
- سيريل بايالا على موقع عالم كرة القدم.نت (الإنجليزية)